# Eruguera cerúlia
L'eruguera cerúlia (Coracina temminckii) és una espècie d'ocell de la família dels campefàgids (Campephagidae). Habita boscos als turons i muntanyes de Sulawesi, a excepció del sud-oest i del sud.